# San Miguel del Milagro
San Miguel del Milagro es una localidad del municipio de Natívitas, en el estado de Tlaxcala, en México, junto a la zona arqueológica de Cacaxtla. En este lugar se encuentra el santuario católico de San Miguel Arcángel el cual es uno de los 2 templos católicos más visitados en el estado de Tlaxcala junto a la Basílica de Ocotlán.

## Historia de la población
Habitado desde la antigüedad por la cultura Olmeca-xicallanca que floreció la ciudad de Cacaxtla, el lugar debe su nombre a la leyenda de la aparición de San Miguel Arcángel en 1631 en el cerro del Tzopiloátl cercano a Cacaxtla, tras la aparición, el sitio comenzó a poblarse y para 1680 ya existía una ermita y una hospedería para los peregrinos que año con año comenzaron a llegar a visitar a San Miguel Arcángel y a tomar el agua supuestamente milagrosa que existe en el lugar ya que Miguel es el arcángel más poderoso.

## Aparición de San Miguel Arcángel
El estado de Tlaxcala fue uno de los primeros lugares en donde comenzó a darse la conquista religiosa teniendo así la Catedral de Tlaxcala, la más antigua de México, al mismo tiempo, ha sido un terreno de una constante lucha espiritual entre lo que los católicos consideran el bien y el mal. Por tanto, el sitio donde se ubica el santuario fue habitado en la antigüedad por las culturas de Cacaxtla al parecer descendientes de la cultura olmeca desarrollando el sitio como un importante centro comercial y religioso. En un fenómeno parecido entre la relación entre la antigua diosa Tonantzin y la Virgen de Guadalupe quienes comparten el mismo sitio de veneración, al parecer las antiguas divinidades de Cacaxtla fueron "cristianizadas" por la imagen de San Miguel Arcángel. 
El 25 de abril del año 1631, Diego Lázaro, uno de los primeros convertidos al cristianismo, participaba en una procesión por ser el día de San Marcos cuando tuvo una visión de San Miguel que le habló pidiéndole que comunicara a los lugareños que era voluntad de Dios que en ese lugar se le levantara un templo en su honor además de que bendijo la fuente de ese lugar seco en donde se produjo un manantial de supuesta agua milagrosa. Al contrario de la historia de Juan Diego en el Tepeyac, el indio Diego Lázaro dudó de que su relato fuera creído y pasó una serie de sucesos hasta que finalmente habló con el obispo de Tlaxcala-Puebla y este accedió a levantar el templo después de comprobar que el agua era realmente milagrosa pues curaba a los enfermos.

## Santuario de San Miguel del Milagro
Este santuario se localiza en el pueblo del mismo nombre y su fachada roja está adobada con tezontle y pedregal. Su antigua portada es una de las más bellas de Tlaxcala. En el atrio del mismo se ubica un pozo, el cual, según la tradición, fue bendito por San Miguel Arcángel. Por lo tanto, el agua del pozo es considerada milagrosa por los devotos católicos, y curadora de enfermedades.
El santuario original construido después de las apariciones fue mandado a demoler por el Beato Juan de Palafox en 1643 para que se construyera una ermita más grande el cual es con algunas remodelaciones el templo actual, mismo que el consagró. El 23 de abril de 1683 el santuario se convirtió en Parroquia con los pueblos filiales de San José Atoyatenco y San Bernabé Capula.

## Festividades
- 29 de enero: Acción de Gracias por el 1.er 29 del año.
- 29 de septiembre: Fiesta de San Miguel Arcángel.

- 25 de abril , 8 de mayo y 13 de noviembre: Apariciones de este arcángel respectivamente en Tlaxcala (México) y el monte Gargano (Italia).